# Красавина, Лидия Николаевна
Лидия Николаевна Красавина (род. 17 ноября 1927, Москва) — советский и российский экономист, доктор экономических наук, профессор.

## Биография
1945 год — поступила в Московский финансовый институт (МФИ, ныне Финансовый университет при Правительстве Российской Федерации), окончила его в 1950 году.
1955 год — защитила кандидатскую диссертацию и с этого же года работала в МФИ вначале старшим преподавателем и впоследствии — доцентом.
С 1972 года — доктор экономических наук, с 1973 года — профессор.
1975—1990 гг. — руководила кафедрой международных валютно-кредитных отношений.
Красавина Л. Н. — действительный член Академии экономических наук и предпринимательской деятельности РФ.
Является автором монографий, учебников для вузов и статей, опубликованных в профессиональных журналах.

## Звания и награды
- Заслуженный деятель науки РФ.
- 1970 год — награждена юбилейной медалью «За доблестный труд в ознаменовании 100-летия со дня рождения В. И. Ленина».
- 1981 год — медалью «За трудовую доблесть».
- 1985 год — медалью «Ветеран труда».
- 1995 год — медалями «50 лет победы в Великой Отечественной войне» и «За доблестный труд в годы Великой Отечественной войны».
- 2015 год — Лауреат Всероссийской премии финансистов «Репутация» 2015 года в номинации «Ученый года»[1].
- В 2016 году была удостоена премии «За преемственность поколений» и статуэтки грифона, который является символом Финансового университета[2].

## Труды
1. Россия в современном мировом хозяйстве / Эскиндаров М. А., Смитиенко Б. М., Сумароков В. Н. и др. ; Редкол.: Красавина Л. Н., Смитиенко Б. М. (отв. редакторы) и др.]. — М. : Экон. лит., 2003. — 446 с. : — (Энциклопедия рыночного хозяйства : ЭРХ). — 3000 экз. — ISBN 5-85496-087-9. Денежно-кредитная и валютная политика: научные сновы и практика : [Сб.] / ФА ; [Редкол.: Л. Н. Красавина — гл. ред. и др.]. — М. : Финансы и статистика, 2003. — 296 с. — (Научный альманах фундаментальных и прикладных исследований / Ред. совет: А. Г. Грязнова — пред. и др.). — 950 экз. — ISBN 5-279-02664-6.
2. Современные банковские технологии: теоретические основы и практика / [редкол.: Л. Н. Красавина — гл. ред., и др.]. — Москва : Финансы и статистика, 2005. — 286 с. — (Научный альманах фундаментальных и прикладных исследований / Ред. совет: А. Г. Грязнова — пред. [и др.]). — 1050 экз. — ISBN 5-279-02844-4.
3. Проблемы управления банковскими и корпоративными рисками / [редкол.: Л. Н. Красавина — гл. ред. и др.]. — М. : Финансы и статистика, 2005 (Великие Луки : Великолук. гор. тип.). — 378 с. — (Научный альманах фундаментальных и прикладных исследований). — 950 экз. — ISBN 5-279-02846-0 (в обл.).
4. Научные подходы к оценке масштабов теневой экономики в финансово-кредитной сфере и меры по их снижению : науч. альм. фундам. и прикладных исслед. / [редкол.: Л. Н. Красавина — гл. ред. и др.]. — М. : Финансы и статистика (ФС), 2005. — 270 с. — 1050 экз. — ISBN 5-279-02845-2.
5. Формирование интеграционных объединений стран СНГ: финансовый, валютный, банковский аспекты / [редкол.: Л. Н. Красавина — гл. ред., и др.]. — Москва : Финансы и статистика, 2006 (Великие Луки: Великолукская городская типография). — 365 с. : — (Научный альманах фундаментальных и прикладных исследований). — 1050 экз. — ISBN 5-279-03164-X.
6. Международный кредит: формы и условия / Банк внешнеэкон. деятельности. — 2-е изд., перераб. — М. : Консалтбанкир, 1995. — 86 с. ; — (Серия «Международный банковский бизнес»). — 3000 экз. — ISBN 5-85187-058-3.
7. Усиление нестабильности международных валютно-кредитных отношений в условиях углубления общего кризиса капитализма : Сб. науч. тр. / Моск. фин. ин-т; [Редкол.: Л. Н. Красавина (гл. ред.), Л. А. Чистякова]. — М. : Б. и., 1989. — 188 с., — 500 экз.
8. Актуальные проблемы международных валютно-кредитных отношений социалистических и развивающихся стран : Сб. науч. тр. / Моск. фин. ин-т; [Редкол.: Красавина Л. Н., Чистякова Л. А.]. — М. : Б. и., 1987. — 212 с. — 500 экз.
9. Международные валютно-кредитные отношения капитализма: проблемы и противоречия : Сб. науч. тр. / Моск. фин. ин-т; [Редкол.: Красавина Л. Н. (гл. ред.), Мотылев В. В.]. — М. : МФИ, 1986. — 181 с. — 500 экз.
10. Новые явления в международных валютно-кредитных отношениях : Сб. науч. тр. / Моск. фин.ин-т; [Редкол.: Красавина Л. Н. (гл. ред.), Мотылев В. В.]. — М. : Б. и., 1985. — 164 с. — 500 экз.
11. Актуальные проблемы международных валютно-кредитных отношений : Сб. науч. тр. : [Материалы конф. 24-25 нояб. 1981 г. / Редкол.: Красавина Л. Н., Мотылев В. В.]. — М. : МФИ, 1983. — 175 с. В надзаг.: М-во высш. и сред. спец.образования СССР, Моск. фин. ин-т. — 500 экз.
12. Инфляция в условиях современного капитализма / [Л. Н. Красавина, В. Н. Шенаев, П. А. Востриков и др. ] ; Под ред. Л. Н. Красавиной. — М. : Финансы, 1980. — 255 с. — 5000 экз.
13. Проблемы марксистской теории денег и кредита при капитализме : Науч. тр. / Моск. фин. ин-т; [Редкол.: Красавина Л. Н., Мотылев В. В.]. — М. : Б. и., 1980. — 188 с. — 500 экз.
14. Инфляция и экономический рост: теория и практика / [редкол.: А. Н. Красавина — гл. ред. И др.]. — Москва : Финансы и статистика, 2007. — 287 с. — (Научный альманах фундаментальных и прикладных исследований / ред. совет: А. Г. Грязнова — пред. [и др.]). Библиогр. в подстроч. прим. — ред. по ЭК. — 1050 экз. — ISBN 978-5-279-03256-3.
15. Деятельность банков на финансовом рынке: российская практика и мировой опыт / [редкол.: Л. Н. Красавина -гл. ред. и др.]. — Москва : Финансы и статистика (ФС), 2007. — 332 с. : (Научный альманах фундаментальных и прикладных исследований / редсовет.: А. Г. Грязнова (пред.) и др.). Библиогр. в подстрочном примеч. — 1050 экз. — ISBN 978-5-279-03185-6.
16. Финансовая и денежно-кредитная система Франции. — Москва : Финансы, 1978. — 119 с. ; 20 см. — (Финансовые и денежно-кредитные системы капиталистических стран). — 3700 экз.
17. Регулирование инфляции: Мировой опыт и российская практика. // Красавина Лидия Николаевна, Пищик Виктор Яковлевич. Изд.: Финансы и статистика, 2009 ISBN 978-5-279-03315-7

### Учебники и учебные пособия
1. Международные валютно-кредитные и финансовые отношения : Учеб. для студентов вузов, обучающихся по направлению «Экономика», спец. «Мировая экономика» и «Финансы и кредит» / [Л. Н. Красавина, Т. И. Алибегов, к.э.н., С. А. Былиняк, проф., д.э.н. и др.] ; Под ред. д.э.н., проф., д. чл. Акад. экон. наук и предпринимат. Деятельности России, засл. деят. науки РФ Л. Н. Красавиной. — 2-е изд., перераб. и доп. — М. : Финансы и статистика. 1. 1994. — 588 с. — 30000 экз. — ISBN 5-279-01184-3; 2. 2000. — 605 с., — 5000 экз. — ISBN 5-279-02117-2; 3.2001. — 6000 экз. — ISBN 5-279-02117-2 (В пер.); 4. 2002. — 605 с. — 5000 экз.; 5. 2003 (ОАО Тип. Новости). — 605 с. — 3000 экз.; 6. 2005. — 572 c. — 3000 экз.; 7. 2006. — 572 c. — 3000 экз. — ISBN 5-279-02698-0; 8. 2007. — 572 с. ; — 3000 экз. — ISBN 978-5-279-02698-2; 9. 2008. — 572 с. — 3000 экз. — ISBN 978-5-279-02698-2.
2. Банковские риски : учебное пособие для студентов, обучающихся по специальности «Финансы и кредит» / Финансовая акад. при Правительстве Российской Федерации, Центр фундаментальных и прикладных исслед. ; [Л. Н. Красавина засл. деят. науки РФ, акад., д.э.н., проф. и др.]; под ред. д.э.н., пороф. О. И. Лаврушина и д.э.н., проф. Н. И. Валенцевой. — Москва : КНОРУС, 1. 2007 [то есть 2006]. — 231 с. : Кн. фактически изд. в 2006 г. — 3000 экз. — ISBN 978-5-85971-602-9. — ISBN 5-85971-602-8; 2. 2008 (то есть 2007). — 231 с. Кн. фактически изд. в 2007 г. — — 3000 экз. — ISBN 978-5-85971-927-3.
3. Денежное обращение и кредит при капитализме : [Учеб. по спец. «Финансы и кредит» и «Междунар. экон. отношения» / Л. Н. Красавина, А. С. Гальчинский, В. Н. Шенаев и др.] ; Под ред. Л. Н. Красавиной. — 3-е изд., перераб. и доп. — М. : Финансы и статистика, 1989. — 366 с. — 15000 экз. — ISBN 5-279-00260-7.
4. Международные валютные и кредитные отношения капиталистических стран : [Учеб. для вузов по спец. «Междунар. экон. отношения» / Л. Н. Красавина, Т. И. Алибегов, Д. Порязов и др.] ; Под ред. Л. Н. Красавиной. — М. : Финансы и статистика, 1986. — 342 с. — 11000 экз.